# 西藏鼩鼱
西藏鼩鼱（学名：Sorex thibetanus）也称藏鼩鼱，一种分布于中国西部地区的哺乳动物，隶属于鼩鼱科鼩鼱属。本种由俄国动物学家尼古拉·费奥法诺维奇·卡申科（Николай Феофанович Кащенко）于1905年发表描述。